# Mlaki
Mlaki (makedonsky: Млаки) je zaniklá obec v Severní Makedonii. Nachází se v opštině Brvenica v Položském regionu. 

## Geografie
Vesnice se nacházela v oblasti Položská kotlina, poblíž řeky Sveta, pravého přítoku Vardaru. Ležela jihovýchodně od vesnice Čelopek. 

## Historie
Předpokládá se, že místo bylo osídleno již ve starověku, což dokládají nárožní vápencové kameny, využívané ke stavbám. 
V osmanských sčítacích listinách z let 1568/69 není vesnice Mlaki vedena jako samostatná obec, ale jako čtvrť vesnice Čelopek se čtyřmi rodinami. 
Vesnice byla opuštěna na začátku nebo v polovině 19. století, jelikož byla velmi malá a nedokázala se ubránit loupežným nájezdům. Obyvatelstvo se přestěhovalo především do sousedního Čelopku. 